# Tlazazalca
Tlazazalca är en ort i Mexiko.   Den ligger i kommunen Tlazazalca delstaten Michoacán, i den centrala delen av landet, 300 km väster om huvudstaden Mexico City. Tlazazalca ligger 1 798 meter över havet och antalet invånare är 3 635.
Terrängen runt Tlazazalca är huvudsakligen kuperad, men den allra närmaste omgivningen är platt. Tlazazalca ligger nere i en dal. Runt Tlazazalca är det ganska tätbefolkat, med 52 invånare per kvadratkilometer. Närmaste större samhälle är Puréparo de Echaíz, 8,6 km sydost om Tlazazalca. I omgivningarna runt Tlazazalca växer huvudsakligen savannskog.